# John Cowper Powys
John Cowper Powys [ˌdʒɒn ˌkuːpər ˈpoʊ.ɪs], född 8 oktober 1872 i Shirley, död 17 juni 1963 i Blaenau Ffestiniog, var en brittisk (engelsk-walesisk) författare av romaner, essäer och dikter, samt föreläsare och filosof.

## Liv
John Cowper Powys föddes som äldste son till Charles Francis Powys (1843–1923) och Mary Cowper Johnson. Fadern var kyrkoherde i den engelska församlingen Shirley åren 1871–1879, därefter i Dorchester några år, innan familjen slutligen hamnade i Montacute i Somerset, där fadern verkade åren 1885–1918. I den stora syskonskaran blev även bröderna Llewelyn Powys och Theodore Francis Powys kända författare. John Cowper Powys fick sin grundutbildning vid Sherborne School, en mycket gammal internatskola för pojkar i den lilla staden Sherborne i sydvästra England, med början vid tio års ålder i maj 1883. Han fortsatte sina studier vid universitetet i Cambridge (Corpus Christi College), varifrån han examinerades 1894. Han gifte sig med Margaret Lyon den 6 april 1896. De fick en son tillsammans, Littleton Alfred Powys (1902–1954). John Cowper Powys försörjde familjen i fyrtio år dels som lärare och dels som föredragshållare. Det sistnämnda började på uppdrag av Oxford-universitetets folkbildningsprogram i England, vilket sedan utsträcktes till övriga Europa och slutligen till USA. Där bodde Powys i tre decennier, 1904-1934. Efter återkomsten till Storbritannien bosatte han sig i juli 1935 i walesiska Corwen. I maj 1955 bytte han hemort igen och flyttade till Blaenau Ffestiniog, där han slutade sina dagar sommaren 1963.

## Omdömen
Kort före John Cowper Powys bortgång publicerade Henry Miller en hyllning till honom, kallad "den odödlige barden". I den berättade Miller att han tidigt åhörde en föreläsning av honom i New York och att han trettio år senare fick äran att besöka honom i hans hem i Corwen. Miller ansåg Självbiografin (1934; svensk översättning 2009) vara den största i sin genre. "När man läser den känner man att han levt sitt liv till brädden. En sällsam och mäktig ande andas – eller snarare blåser – igenom den." Romanen A Glastonbury Romance (1932), som inte är översatt till svenska (2022), betraktade Miller som "unik i hela den engelska litteraturen". Han njöt så av att läsa den att han "fasade för att komma till slutet" och nöjde sig med att läsa ett fåtal sidor åt gången i nästan ett år.

## Verk (urval)

### Dikter
- Poems (London: W. Rider & Son, 1899)
- Lucifer: a poem (1956; skriven 1905)omaner

### Romaner
- Ducdame (1925) 
  - Dårarnas dans, översättning Sven Erik Täckmark (Stockholm: Coeckelberghs, 1977)
- Wolf Solent (1929) 
  - Wolf Solent, Del 1: Koltrastens sång, översättning av Sven Erik Täckmark (Stockholm: Coeckelberghs förlag, 1975)
  - Del 2: Att uthärda eller fly? (dito, 1975; båda delarna nyutgivna 1988 på samma förlag)
- A Glastonbury Romance (New York: Simon & Schuster, 1932) Digitalisering av den femte tryckningen 1934. En förkortad version, men inte så mycket som senare utgåvor. (archive.org) (engelska)
- Weymouth Sands (New York: Simon & Schuster, 1934)
- Jobber Skald, den brittiska utgåvan av Weymouth Sands (London: John Lane, 1935)
- Maiden Castle (1936)
- Owen Glendower : An historical novel (1940)
- Porius: a romance of the Dark Ages (1951)

### Essäer
- The Meaning of Culture (1929) 
  - Modern själskultur, översättning Alf Ahlberg (Stockholm: Natur & Kultur, 1935; reviderad nyutgåva som Kulturens mening (Tollarp: Studiekamraten, 1994)
- In Defence of Sensuality (London: Victor Gollancz, 1930)
- A Philosophy of Solitude (1933) 
  - Ensamhetens filosofi, översättning av Sven Erik Täckmark och Gunnar Lundin (Tollarp: Ariel skrifter, 2004)
- The Art of Happiness (1935) 
  - Lyckans väsen: en bok om konsten att vara lycklig, översättning Hanna Diedrichs (Natur & Kultur, 1937)
- The Pleasures of Literature (1938)
- The Art of Growing Old (1944)
- Dostoievsky (1946)
- Rabelais : his life, the story told by him, selections therefrom here newly translated, and an interpretation of his genius and his religion (London: Bodley Head, 1948)
- In Spite of: A Philosophy for Everyman (1953)

### Självbiografi
- Autobiography (1934) 
  - Självbiografin, översättning Mikael Nydahl och Sven Erik Täckmark (Tollarp: Ariel, 2009)

### Brevsamlingar
- David Goodway (red.): Letters of John Cowper Powys and Emma Goldman (London: Cecil Woolf, 2008)
- Jacqueline Peltier (red.): Proteus and the Magician: The Letters of Henry Miller and John Cowper Powys (London: The Powys Society, 2014)
- John Cowper Powys: Letters to Henry Miller (Village Press, 1975)